# Běh

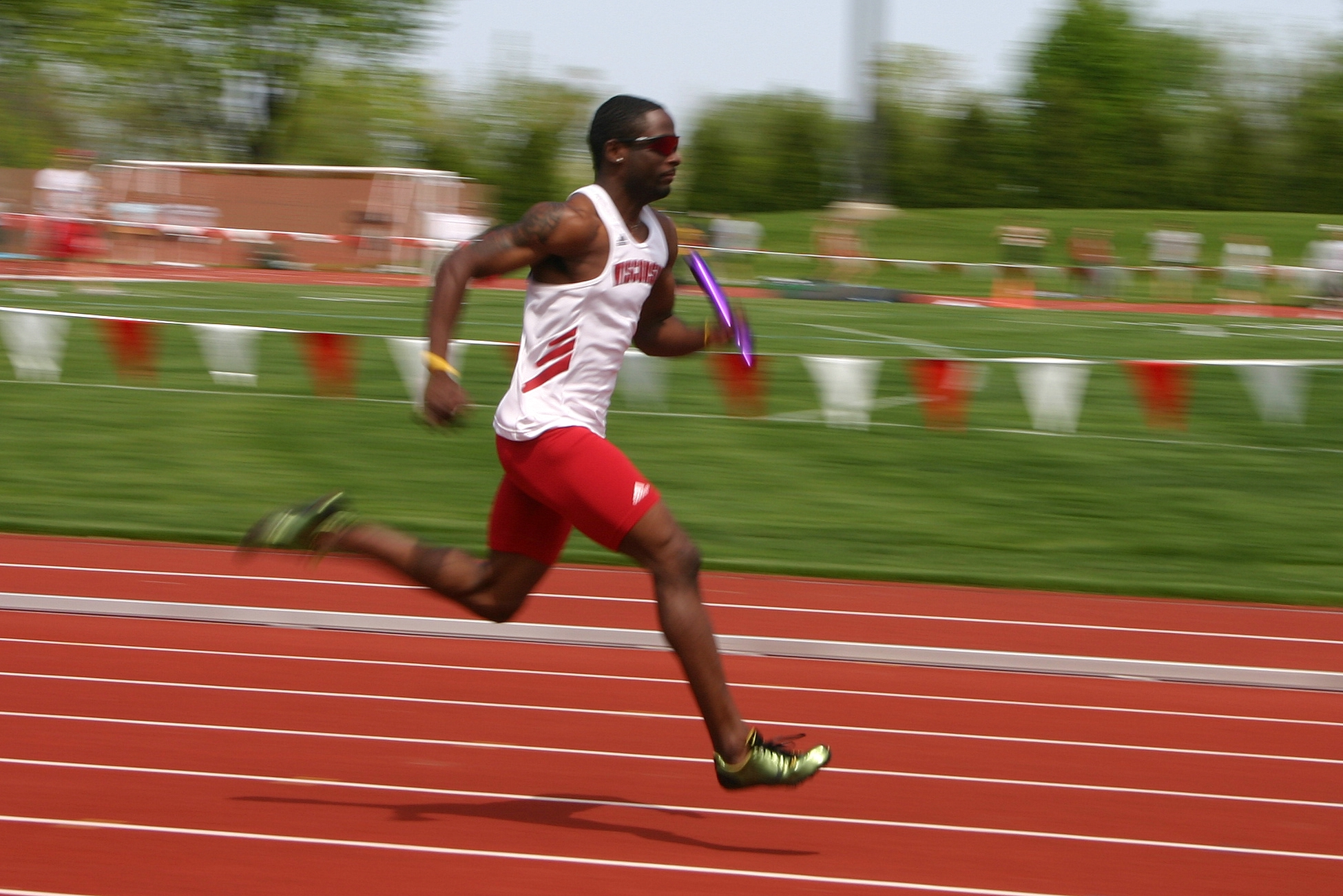
Běh jako sportovní disciplína

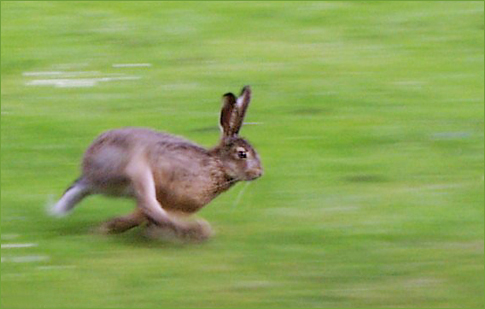
Běh – aneb ani jedna noha nespočívá na zemi

Běh je druh pohybu, při kterém se živočich pohybuje pomocí končetin takovým způsobem (převážně větší rychlostí než při jiných způsobech pohybu), že v určitých fázích pohybu se žádná z končetin nedotýká povrchu, po kterém se pohyb vykonává (na rozdíl např. od chůze nebo plazení). U lidí je dalším znakem , že se při běhu střídají (na rozdíl od skákání sounož). Běhat je možné i na pohyblivém běžeckém pásu. Nejrychlejším běžcem mezi všemi živočichy je gepard štíhlý.
Výkon potřebný pro pohyb člověka lze orientačně určit dle následující tabulky.
| Činnost člověka              | Výkon             |
| ---------------------------- | ----------------- |
| ,0 chůze                     | 60 W ,            |
| ,0 běh maratón               | 300 W ,0          |
| ,0 běh 1 500 m               | 500 W ,0          |
| ,0 běh 100 m                 | ,0 1 200 W ,0000. |
| ,0 tepelný výkon v klidu ,00 | 80 W ,            |

## Sport
Jako běh se označuje také atletická sportovní disciplína, která se vykonává uvedeným způsobem – cílem je v tomto případě uběhnout určitou vzdálenost v co nejkratším čase. Běhá se (při oficiálních soutěžích) na vzdálenost od 60 m (běžecký sprint v hale), přes 100 m, 200 m, 400 m, 800 m, 1000 m, 1500 m, 3000 m, 5 km, 10 km, 21 km až po maratónský běh – 42 km (přesněji 42,195 km). V lehké atletice se závodí i v běhu přes překážky. Nejrychlejší mužští sprinteři dokážou krátkodobě vyvinout rychlost v běhu až přes 44 km/h.
Zvláštním sportovním odvětvím je orientační běh. Běh je součástí některých kombinovaných sportovních disciplínách jako je například triatlon, moderní pětiboj, případně atletický víceboj.
V běhu se závodí i ve volné přírodě, označuje se slovem přespolní běh (cizím slovem kros). Mezi nejznámější české závody tohoto typu patří Velká Kunratická. Existuje horský běh (horské závody), dále závody v běhu do vrchu (zde jde obvykle o výběh na vrchol nějaké vhodné hory, sjezdovky) nebo po schodech (například v nějaké výškové budově apod.). Na delší vzdálenost se často běhá i na silnicích a po ulicích, jde o tzv. silniční běh. Nejznámějším českým závodem tohoto typu je silniční závod Běchovice-Praha.

### Zimní sporty
Běh je možné také provozovat i v zimě na sněhu na lyžích, což je i samostatný zimní sport – viz článek běh na lyžích.

### Kolektivní sporty
Běh se používá i v řadě kolektivních sportů jako je například basketbal, fotbal, házená, pozemní hokej, ragby, americký fotbal, baseball, lakros apod.

### Soutěže zvířat
V běhu často soutěží i domestikovaná zvířata, zejména koně a psi.

#### Koně
- Dostihy respektive dostihový sport – závody v běhu koní s jezdcem.
- Jezdectví
- Rodeo
- Vozatajské soutěže

#### Psi
- Chrtí dostihy
- Psí spřežení

#### Ostatní
- závodit v běhu lze i na velbloudech

### Další sporty
Běh na velmi krátkou vzdálenost je přirozenou součástí i dalších sportů jako je například sportovní gymnastika, tenis, volejbal, cyklokros a další.

## Běh pro zdraví
Běh provozovaný „pro zdraví“ (například s cílem zhubnout nebo zlepšit fyzickou kondici bez ambice soutěžit v běhu s ostatními) je obvykle označován termínem jogging.

## Známí běžci

### Krátké tratě
Nejrychlejším známým běžcem historie je jamajský sprinter Usain Bolt, kterému byla změřena nejvyšší rychlost dosažená člověkem – 44,72 km/h (MS v atletice, Berlín 2009). Z žen to byla Američanka Florence Griffith-Joynerová, která k roku 2017 stále drží světové rekordy na 100 i 200 metrů. Naší velmi dobrou běžkyní je Zuzana Hejnová, která má na kontě hned několik titulů. Na Mistrovství světa v roce 2015 se umístila na 1. místě. O rok později zazářila na Olympiádě v roce 2016 v Riu a doběhla si pro 4. místo. Mezi nejlepší české běžce patří například čtvrtkař Pavel Maslák.

### Dlouhé tratě
Mezi nejlepší vytrvalce v dějinách patří Haile Gebrselassie, Kenenisa Bekele nebo Abebe Bikila, všichni z Etiopie. Výborní běžci jsou tradičně také Keňané. Legendárním běžcem na dlouhých tratích se stal i Čech Emil Zátopek.

## Přenesený význam slova
Slovo se někdy používá i v přeneseném významu, kdy jsou takto označovány děje nebo jevy, které lze nějak přirovnat ke skutečnému běhu.